# Out of the Question
«Out of the Question» — первый сингл британской инди-рок-группы Mumm-Ra с их дебютного студийного альбома These Things Move in Threes. Сингл был издан лейблом Columbia Records 23 октября 2006 года на компакт-дисках и 7-дюймовых виниловых пластинках.
Кроме самого трека «Out of the Question» на сингле присутствуют песни «Clocks Tick Louder at the Dead of Night» и «When the Lights Go Out», которые не вошли в студийный альбом. На грампластинках сингл был издан в двух частях, в коричневой и розовой обложках; издание в коричневой gatefold-обложке включает в себя кавер-версию песни «In Between Days» рок-группы The Cure. Версия сингла на дисках содержит видеоклип на песню «Out of the Question», снятый Дэниэлом Леви (англ. Daniel Levi).
Сингл «Out of the Question» спустя несколько дней после своего выхода занял 45-ю позицию в британском хит-параде UK Singles Chart.

## Списки композиций
CD-издание — 10:06
1. «Out of the Question» (4:35)
2. «Clocks Tick Louder at the Dead of Night» (2:42)
3. «When the Lights Go Out» (2:47)
Видеоклип: «Out of the Question»
7-дюймовая пластинка, часть 1 (gatefold) — 6:06
1. «Out of the Question» (радио-версия) (3:48)
2. «In Between Days» (кавер-версия песни The Cure) (2:18)

7-дюймовая пластинка, часть 2 — 7:18
1. «Out of the Question» (4:35)
2. «Clocks Tick Louder at the Dead of Night» (2:42)

## Участники записи
«Out of the Question»
- Записана: Olympic Studios (Лондон);
- Звукорежиссёр — Клив Годдэрд;
- Мастеринг — Джордж Марино;
- Микширование — Рич Кости;
- Продюсер — Мартин Гловер.

«Clocks Tick Louder at the Dead of Night»
- Записана: Britannia Row Studios (Лондон);
- Звукорежиссёр — Диллон Гэлледжер;
- Мастеринг — Диллон Гэлледжер, Mumm-Ra;
- Микширование — Mumm-Ra;
- Продюсер — Mumm-Ra.

«In Between Days»
- Записана: «Шоу Дэрмота О'Лири» (BBC Radio 2);
- Звукорежиссёр — Йан Пеинтер;
- Мастеринг — Фрэнк Аркрайт;
- Продюсер — Бенджамин Уолкер, Саймон Уорд;
- Автор — Роберт Смит.